# 웨스트 스코틀랜드 대학교
웨스트 스코틀랜드 대학교(University of the West of Scotland, Oilthigh na h-Alba an Iar)는 잉글랜드 런던에 1개 캠퍼스, 그리고 페이즐리, 블랜타이어 (스코틀랜드), 덤프리스, 에어 (스코틀랜드)에서 스코틀랜드 남서부에 4개 캠퍼스를 두고 있는 공립 대학이다.
현재의 기관은 2007년 8월 페이슬리 대학교와 해밀턴 벨 칼리지의 합병을 통해 설립되었다. 해당 기관들의 기원은 19세기 말로 거슬러 올라가며 지난 세기 수많은 교명 변경과 합병을 거듭하면서 스코틀랜드 지역 서부의 확장에 기여했다.
이 대학교의 학생 수는 현재 16,105명이며, 약 1,300명의 직원이 있다.

## 같이 보기
- 영국의 대학 목록